# Туррі
Туррі (італ. Turri, сард. Turri) — муніципалітет в Італії, у регіоні Сардинія,  провінція Медіо-Кампідано.
Туррі розташоване на відстані близько 390 км на південний захід від Рима, 60 км на північ від Кальярі, 15 км на північ від Санлурі, 32 км на північний схід від Віллачідро.
Населення — 438 осіб (2014).
Щорічний фестиваль відбувається 20 січня. Покровитель — San Sebastiano.

## Демографія
Населення за роками:

Станом на 1 січня 2023 року в муніципалітеті офіційно проживало 9 іноземців з 3 країн, серед них 3 громадяни країн Євросоюзу та 2 громадяни України.

## Сусідні муніципалітети
- Бараділі
- Баресса
- Дженурі
- Паулі-Арбареї
- Сетцу
- Туїлі
- Уссараманна